# جاویدنامه
جاویدنامه، مجموعه‌ای از سروده‌های اقبال لاهوری است که به زبان فارسی و با روش مثنوی معنوی سروده‌است.
اقبال در سال ۱۹۲۹ میلادی کار نوشتن جاویدنامه را آغاز کرد و پس از سه سال آن را تکمیل کرد و این کتاب در ۱۹۳۲ به چاپ رسید.
جاویدنامه شامل یک‌هزار و ۹۵۴ بیت است که اقبال آن را به نام پسرش «جاوید اقبال» نام‌گذاری کرده‌است.
خطاب شعرهای جاویدنامه پسر اقبال لاهوری است و آن را می‌توان نوعی معراج‌نامه دانست. اقبال در جاویدنامه سفری خیالی و رویایی به کره‌های آسمانی دارد و در این سفر با اشخاصی دیدار می‌کند که نتایج و اهداف سفر شامل نکاتی است که اقبال درباره آنها نظرش را بیان می‌کند.
اقبال در جاویدنامه مانند سفری که دانته شاعر ایتالیایی راه آسمانی را در پیش گرفت، به همراه مولانا جلال الدین رومی به سفری روحانی پرداخته و در این سفر با شخصیت‌های تاریخی به بحث و گفتگو می‌پردازد.
ابتدا در جاویدنامه به کره ماه می‌رود. در آن جا رومی او را به یک نفر دانشمند هندی به نام «ویش وامیترا» یعنی جهان‌دوست معرفی می‌کند و رومی در این مجلس به جهان دوست می‌گوید که: «در حال حاضر راه ترقی برای بشریت منحصر در این است که دو فرهنگ شرق و غرب با یکدیگر ترکیب و تلفیق شوند.»
اقبال در ادامه سفر جاویدنامه به کرهٔ مریخ می‌رود و با رهبران مسلمان از جمله جمال‌الدین اسدآبادی و سعید حلیم پاشا ملاقات می‌کند. سعید حلیم پاشا شرق و غرب را با یکدیگر مقایسه می‌کند و در نتیجه این سنجش رای می‌دهد که: «نجات بشریت در آن است که تمدن شرق و غرب با یکدیگر تلفیق شوند.»